# Президентский дворец (Тайбэй)
Президе́нтский дворе́ц (кит. 中華民國總統府) — здание, расположенное в Тайбэе, столице Китайской Республики.
Строительство здания продолжалось с 1906 по 1919 годы. Первоначально оно представляло собой Дом генерал-губернатора Тайваня, так как остров с 1895 по 1945 годы был японской колонией. Несмотря на то, что здание сильно пострадало от бомбардировок союзников, китайские власти начали его восстановление только в 1947 году. В 1950 году, когда правительство Китайской Республики утратило контроль над материковым Китаем, здание стало Дворцом Президента Китайской Республики.